# Giovanni Battista Cirri
Giovanni Battista Cirri (né le 1er octobre 1724 à Forlì et mort le 11 juin 1808  dans la même ville) est un violoncelliste, un organiste et un compositeur italien du XVIIIe siècle.

## Biographie
Admis aux ordres sacrés en 1739, Giovanni Battista Cirri décide de poursuivre sa carrière musicale à laquelle l'a introduit son frère Ignazio (1711-1787), suivant aussi les conseils à Bologne de Giovanni Battista Martini.
Organiste de la cathédrale de Forlì de 1759 au début des années 1760, il compose 12 sonates pour orgue.
Peu après il se rend à Paris, où sont publiées ses premières œuvres dont une Symphonie exécutée au Concert Spirituel le 5 avril 1763.
Il s'établit à Londres en 1764, comme musicien de chambre auprès du duc de York et du duc de Gloucester. Il participe au premier concert public à Londres du jeune Wolfgang Amadeus Mozart, âgé alors de 18 ans, et aux concerts de Johann Christian Bach et de Karl Friedrich Abel, très populaires alors.
Dans les années 1780, il retourne à Forlì, pour assister son frère malade, dans sa charge de maître de chapelle de la cathédrale.
Il voyage encore, cependant : en 1782, il joue comme premier violoncelle du Teatro dei Fiorentini à Naples.
En 1787, il succède à son frère comme maître de chapelle de la cathédrale de Forli.

## Œuvres
Dans ses œuvres, il apparaît comme prédécesseur de Luigi Boccherini, favorisant le violoncelle solo ; cependant on le classe encore dans les compositeurs baroques.

## Littérature
- Elisabetta Righini, Giovanni Battista Cirri. Memoria e sintesi dell'inventio sonora, Édition LIM, octobre 2015 (ISBN 8870968235).